# Иваньковский
Иваньковский — село в Гаврилово-Посадском районе Ивановской области России. Входит в состав Новосёлковского сельского поселения.

## История
Возник как посёлок торфодобытчиков. Иваньковское торфопредприятие обеспечивало торфом спирткомбинат в посёлке Петровский, с которым было связано узкоколейной железной дорогой (ныне полностью разобраной). В 1949 году получил статус посёлка городского типа. В 2002 году Иваньковский стал селом.
Основное промышленное предприятие Иваньковского — «Иваньковское торфопредприятие».

## Население
| 1959 | 1970  | 1979 | 1989 | 2002 | 2010 |
| ---- | ----- | ---- | ---- | ---- | ---- |
| 1405 | ↘1029 | ↘721 | ↘584 | ↘467 | ↘387 |